# Gerindote (kommunhuvudort)
Gerindote är en kommunhuvudort i Spanien.   Den ligger i provinsen Toledo och regionen Kastilien-La Mancha, i den centrala delen av landet, 70 km sydväst om huvudstaden Madrid. Gerindote ligger 551 meter över havet och antalet invånare är 2 157.
Terrängen runt Gerindote är platt. Runt Gerindote är det ganska glesbefolkat, med 39 invånare per kvadratkilometer. Närmaste större samhälle är Torrijos, 2,4 km nordost om Gerindote. Trakten runt Gerindote består till största delen av jordbruksmark.